# Lojnița
Lojnița – wieś w Rumunii, w okręgu Vrancea, w gminie Chiojdeni. W 2011 roku liczyła 78
mieszkańców.